# Звёзды, звёзды
«Звёзды, звёзды» — песня, написанная Александром Синицыным и записанная украинской певицей Ёлкой для одноимённого саундтрека к телевизионному фильму «Схватка». Спродюсированная Олегом Нестеровым и записанная с музыкантами группы «Мегаполис», композиция была выпущена как сингл 31 октября 2012 года лейблом «Снегири». Песня вошла в сотню самых заказываемых на радиостанциях России и СНГ, заняв 77 место в чарте по заявкам портала Tophit.

## Предыстория и релиз
Весной 2011 года Олег Нестеров встретился с продюсером Анной Меликян, и она предложила ему поработать над музыкой к новому сериалу, который вскоре получил название «Схватка». Съёмки были отложены на год и возобновились весной 2012 года; музыкант встретился с режиссёром Юрием Харнасом, который попросил его создать атмосферную музыку, которая не должна быть похожа на типичный саундтрек к российскому сериалу. Нестеров занялся подбором песен и поиском певицы для исполнения. Он говорил, что в сюжете сериала была предусмотрена роль певицы в баре «Последняя капля», и музыкант подумал, что было бы интересно, если бы эту роль исполнила Ёлка. Для саундтрека Нестеров подобрал четыре песни: две из репертуара «Мегаполиса», одну ранее исполняла группа «Снегопады», а одна была авторства Александра Синицына. «Я вообще очень Синицына люблю, а „Звезды, звезды“ просто шикарно в сериал вставали», — говорил музыкант. «Звёзды, звёзды» была написана около двадцати лет назад, а её автор, художник и музыкант Александр Синицын, наиболее известен по песне «ВВС» из фильма «Асса». Песня была представлена в специальном материале журнала «Афиша» от 8 октября 2012 года, где она была доступна для прослушивания в стриминге. 31 октября композиция поступила в эфир радиостанций через систему Tophit.

## Запись
Запись песни прошла в две-три сессии на студии «Мегаполиса» в Москве. Олег Нестеров был под впечатление от вокала Ёлки и говорил, что его удивило, как звук группы подошёл к голосу исполнительницы. «В принципе, она мне тут напоминает молодую Пугачёву раннего зацепинского периода по голосу, ничего не могу с собой сделать», — отмечал музыкант. Ёлка рассказывала, что поначалу они отбирали подходящую тональность, после чего встречались в студии и « погружались в это настроение».

У него очень интересный стиль работы, который мне весьма импонирует. Нет вот этой студийной возни типа склейки вокалов, записи по частям. Мы просто включали песню от начала до конца и полностью записывали. Олег — тот человек, которому гораздо важнее настроение, чем идеальная нота, и мне это безумно нравится… А «Звезды, звезды» для меня на самом деле очень ироничная песня. В ней что-то есть от такого приятного советского, я бы даже сказала, что она написана в лучших традициях советских саундтреков. Естественно, она о звёздах, которые на небесах, но все равно там есть приятный ироничный подтекст. Во всяком случае, когда я её пела, я чувствовала себя какой-то женщиной из 1950-х, слегка уставшей от этого всего, от блеска, от лоска…— Ёлка о записи песни.

## Реакция критики
В целом песня получила положительные отзывы от критиков, музыкальных журналистов и программных директоров радиостанций России, заняв седьмое место в «Экспертном чарте» портала «Красная звезда», за январь 2013 года.

## Чарты
| Страна/территория (Чарт)          | Высшая Позиция |
| --------------------------------- | -------------- |
| (Красная звезда. Сводный чарт)    | 82             |
| (Красная звезда. Экспертный чарт) | 7              |
| (Tophit Общий Топ-100)            | 143            |
| (Tophit Топ-100 по заявкам)       | 77             |